# Jarmo Hirvasoja
Jarmo Juhani Hirvasoja (ur. 4 września 1954 w Oulu) – fiński żużlowiec, występujący również na lodzie.

## Życiorys
Dwukrotny medalista indywidualnych mistrzostw świata: złoty (1990) oraz srebrny (1985). Dwukrotny brązowy medalista drużynowych mistrzostw świata (1984, 1988). Siedmiokrotny złoty medalista indywidualnych mistrzostw Finlandii (1982, 1984, 1985, 1986, 1987, 1988, 1990).